# Pedinopistha longula
Espèce
Synonymes
- Adrastidia longula Simon, 1900

Pedinopistha longula est une espèce d'araignées aranéomorphes de la famille des Philodromidae.

## Distribution
Cette espèce est endémique de Maui à Hawaï,.

## Description
La femelle holotype mesure 8 mm.

## Publication originale
- Simon, 1900 : Arachnida. Fauna Hawaiiensis, or the zoology of the Sandwich Isles: being results of the explorations instituted by the Royal Society of London promoting natural knowledge and the British Association for the Advancement of Science. London, vol. 2, p. 443-519 (texte intégral).